# Silver (album)
Pour les articles homonymes, voir Silver.
Silver est le premier et seul album du groupe américain de country rock, Silver. Il sort en 1976 chez Arista Records.

## Liste des pistes
| 1.    | Musician (It's Not an Easy Life) | Brent Mydland                 | 4:48 |
| 2.    | All I Wanna Do                   | Steve Ferguson                | 2:42 |
| 3.    | Memory                           | George Thomas et Sandi Lifson | 3:30 |
| 4.    | No Wonder                        | Greg Collier                  | 6:01 |
| 5.    | Trust in Somebody                | Greg Collier                  | 3:34 |
| 6.    | It's Gonna Be Alright            | John Batdorf                  | 3:08 |
| 7.    | Climbing                         | Brent Mydland                 | 3:21 |
| 8.    | Wham Bam Shang-a-Lang            | Rick Giles                    | 3:32 |
| 9.    | Right on Time                    | Greg Collier                  | 2:45 |
| 10.   | Goodbye, So Long                 | John Batdorf                  | 3:46 |
| 37:07 |                                  |                               |      |